# Општина Данешти (Горж)
Данешти (рум. Dăneşti) општина је у Румунији у округу Горж.
Oпштина се налази на надморској висини од 266 m.